# ČT24
ČT24 – kanał informacyjny czeskiej telewizji publicznej Česká televize nadawany od 2005 roku.
Bezpośrednio w tworzenie programu zaangażowanych jest 200 osób. W newsroomie pracuje 30 dziennikarzy i 6 asystentów/researcherów, zaś przy obsłudze wydarzeń w Pradze pracuje 12 reporterów oraz 12 operatorów kamer na jednej zmianie. W dwóch dużych ośrodkach (Brno, Ostrawa) pracuje po 6 reporterów i 6 operatorów kamer oraz kilka osób z obsługi. ČT24 dysponuje maksymalnie 7 wozami SNG, zwykle używa 5 wozów reporterskich. Do dyspozycji ČT24 jest 12 ośrodków regionalnych; w każdym ośrodku jest jedna ekipa reporterska pracująca na potrzeby ČT24, ale w miarę potrzeb ekip regionalnych może być więcej. W głównym newsroomie ČT24 pracuje 5 montażystów. Dziennikarze w centrali raczej nie montują samodzielnie, zaś dziennikarze na placówkach i w ośrodkach uczą się samodzielnego montażu.
Na potrzeby ČT24 pracuje zespół korespondentów zagranicznych czeskiej telewizji, którzy obsługują ČT24 oraz pozostałe serwisy informacyjne na głównych antenach.
ČT24 produkuje około 20 programów cyklicznych: motoryzacyjnych, publicystycznych, life-style'owych, historycznych, kulturalnych, filmowych, regionalnych, ekonomicznych, popularnonaukowych. ČT24 posiada bardzo rozbudowaną stronę internetową gdzie dostępny jest podgląd kanału na żywo.
ČT24 nadaje w Internecie oraz na satelitach:

Astra 3B (23.5°E) na częstotliwości 12,344 GHz, H,

Eutelsat 16A (16°E) na częstotliwości 11,055 GHz, V,

Thor 6 (0,8°W) na częstotliwości 12,245 GHz, H.

Przekaz kanału jest niekodowany, z wyjątkiem przekazu na satelicie Thor 6, który z kolei jest kodowany.
10 października 2010 przekaz z satelity Astra 1M (19,2°E) został wyłączony.

## Ramówka
Od 6:00 do północy serwisy informacyjne są emitowane co pół godziny.
Ramówka na poszczególne dni tygodnia różni się rodzajem magazynów tematycznych. W dni weekendowe i wolne od pracy emituje się więcej programów tematycznych i reportaży.
Od 11 listopada 2011 roku telewizja ta nie nadaje reklam.